# ایمی بندیکت
ایمی بندیکت (به انگلیسی: Amy Benedict) یک بازیگر فیلم و تلویزیون اهل ایالات متحده آمریکا است. و به عنوان "مری مأمور آژانس امنیت ملی" در فیلم شیادان شناخته شده است.

## زندگی
ایمی بندیکت خواهر راب بندیکت است. وی در کلمبیا ، میزوری متولد و بزرگ شد و در دبیرستان راک بریج شرکت کرد و از دانشگاه نورت‌وسترن فارغ التحصیل شد.

## گزیده فیلم‌ها
برخی از سریال‌هایی که "ایمی بندیکت" در آن به ایفای نقش پرداخته است:
- سی‌اس‌آی
- هنوز وایسادیم
- بخش فوریت‌های پزشکی
- آناتومی گری
- شیادان
- بیست و چهار